# Papoose
Shamele Mackie (Brooklyn, 5 maart 1978), beter bekend onder zijn artiestennaam Papoose, is een Amerikaans rapper.

## Biografie
Papoose is een zoon van ouders uit Liberia. Hij maakte in 1998 zijn muzikale debuut op het album Roots Of Evil van Kool G Rap. Hij probeerde daarna een contract te krijgen, maar nadat dit meerdere malen mislukt was, besloot hij zelf zijn mixtapes te gaan produceren. Hij gaf tussen 2004 en 2006 meer dan een tiental mixtapes vrij en won daarmee de Justo Mixtape Award voor beste undergroundartiest van 2005.
In 2006 sloot hij een contract met Jive Records ter waarde van 1,5 miljoen dollar. Hij stapte kort daarna weer op na onenigheid. Hoewel hij nooit een album voor Jive uitbracht, beweert hij zelf de 1,5 miljoen dollar te hebben gehouden, ook al eiste Jive dat hij het geld retourneerde. Het is tot nu toe nooit tot een officieel album gekomen.

## Discografie

### Studioalbums
| The Nacirema Dream                                       | - Uitgebracht: 26 maart, 2013 - Label: Honor B4 Money Records, Fontana Records - Dragers: CD, digital download | 97  | 13 | 8  |
| You Can't Stop Destiny                                   | - Uitgebracht: 17 juli, 2015 - Label: Honorable Records - Dragers: CD, digital download                        | 130 | 28 | 16 |
| Underrated                                               | - Uitgebracht: 15 februari, 2019 - Label: Honorable Records / EMPIRE - Dragers: CD, digital download           | —   | —  | —  |
| "—" geeft aan dat het album geen notering behaald heeft. | |     |    |    |

### Mixtapes
- 2004: Art & War
- 2004: Street Knowledge
- 2004: The Beast from the East
- 2004: Election Day
- 2005: A Moment of Silence
- 2005: The Underground King
- 2005: Sharades
- 2005: Mixtape Murder
- 2005: A Bootlegger's Nightmare
- 2005: Bedstuy Do or Die (met Memphis Bleek)
- 2005: Unfinished Business
- 2006: Menace II Society Part 2
- 2006: A Threat and a Promise
- 2006: The Boyz in the Hood
- 2006: The 1.5 Million Dollar Man
- 2006: Second Place is the First Loser
- 2006: The Fourth Quarter Assassin
- 2007: Internationally Known
- 2007: Already a Legend
- 2008: Build or Destroy
- 2009: 21 Gun Salute
- 2009: Military Grind
- 2010: Papoose Season
- 2011: The 2nd Coming
- 2011: King Of New York
- 2011: The Last Lyricist

- Bibliothèque nationale de France: cb14771931c (data)
- International Standard Name Identifier: 0000 0000 8357 021X
- Library of Congress Control Number: no2006070817
- MusicBrainz: 0328f44f-8519-4e3b-b6c5-019591751e4e
- Virtual International Authority File: 12062855
- WorldCat: E39PBJqfGWp9bCYV8VGD7j6xjC